# Al Massira Airport
Al Massira Airport is een vliegveld nabij de stad Agadir in Marokko.
De IATA code is AGA en de ICAO code GMAD.
Het vliegveld wordt beheerd door het staatsbedrijf ONDA.
Al Massira Airport bedient de (toeristische) stad Agadir en voert lokale vluchten uit naar Mohammed V International Airport bij Casablanca en vele Europese steden, met name via chartervluchten van de grote reisorganisaties als TUI etc. Al Massira is gebouwd als opvolger van het vliegveld Agadir Inezgane dat dezelfde IATA- en ICAO-coderingen gebruikte.
De hierboven genoemde chartermaatschappijen vliegen rechtstreeks vanaf Europa naar Agadir.
Bij de transitvluchten via Casablanca wordt de mogelijkheid geboden om al in Agadir internationaal in te checken om tijd te besparen aldaar.
Momenteel (mei 2008) wordt de luchthaven verder uitgebreid met een tweede terminal.

## Start en landingsbaan
Er is één (verharde) baan in de richting 10/28 en heeft een lengte van 3200 meter en een breedte van 45 meter. Vliegtuigen tot en met het formaat van een Boeing 747 kunnen gebruikmaken van dit vliegveld. Het ligt 69 meter boven zeeniveau.

## Oppervlakte complex
Het totale oppervlakte voor parkeren en afhandelen van de toestellen bedraagt 170.000 m², wat ruimte biedt aan 10 X Boeing 737 + 3 X Boeing 747.
De terminal heeft een oppervlakte van 26.540 m² en berekend op maximaal 3 miljoen passagiers per jaar.

## Classificatie en apparatuur
De navigatieapparatuur voldoet aan klasse ILS CatII en de volgende radionavigatiesystemen zijn beschikbaar: VOR – DME – 2 X NDB.

## Verkeersgegevens

### Voorgaande jaren
Vanwege een beveiligingsprobleem met de MediaWiki Graph-software is het momenteel niet mogelijk deze grafiek weer te geven. Zodra de software is bijgewerkt zal de grafiek vanzelf weer zichtbaar worden.
| Onderwerp       | 2008      | 2007      | 2006      | 2005      | 2004      | 2003    | 2002    |
| --------------- | --------- | --------- | --------- | --------- | --------- | ------- | ------- |
| Vliegbewegingen | 12.618    | 14.161    | 15.221    | 14.418    | 13.441    | 12.670  | 12.805  |
| Passagiers      | 1.455.194 | 1.496.875 | 1.433.353 | 1.315.752 | 1.160.127 | 975.181 | 934.433 |
| Vracht (tonnen) | 1.165,84  | 1.145,39  | 586,84    | 714,06    | 1723,38   | 1328,08 | 1708,70 |

## Maatschappijen en bestemmingen
| Maatschappij                               | Bestemming(en)                                                                                                   |
| ------------------------------------------ | --- |
| Air Arabia Maroc                           | Fes, Parijs Charles De Gaulle, Rabat, Tanger                                                                     |
| Brussels Airlines                          | Brussel |
| Canary Fly uitgevoerd door Binter Canarias | Las Palmas de Gran Canaria                                                                                       |
| Condor Flugdienst                          | Düsseldorf, Frankfurt, Hamburg (vanaf 1 november), Munchen                                                       |
| EasyJet                                    | Londen-Gatwick, Lyon, Milaan-Malpensa, Parijs-Charles de Gaulle                                                  |
| Edelweiss Air                              | Zürich |
| TUIfly Belgium                             | Brussel |
| Luxair                                     | Seizoensgebonden: Luxemburg                                                                                      |
| Norwegian Air Shuttle                      | Kopenhagen, Oslo-Gardermoen, Stockholm-Arlanda                                                                   |
| Royal Air Maroc                            | Casablanca, Dakhla, Laayoune, Lyon, Parijs-Orly, Metz/Nancy, Nantes.                                             |
| Royal Air Maroc Express                    | Casablanca |
| Ryanair                                    | Brussel South-Charleroi, Eindhoven, Londen-Stansted, Weeze; Marseille (seizoensgebonden); porto (vanaf 15 maart) |
| Thomas Cook Airlines                       | Londen-Gatwick, Manchester                                                                                       |
| Thomas Cook Airlines Scandinavia           | Stockholm-Arlanda (seizoensgebonden)                                                                             |
| Thomson Airways                            | Birmingham, Londen-Gatwick, Manchester                                                                           |
| Transavia                                  | Amsterdam Schiphol                                                                                               |
| Transavia France                           | Parijs-Orly |
| TUIfly                                     | Keulen/Bonn, Düsseldorf, Frankfurt, Hannover, Las Palmas, Munchen, Stuttgart (seizoensgebonden)                  |

## Fatale ongelukken
| Datum            | van            | naar    | type vlucht | doden (inzit) waarvan crew (inz) | maatschappij en vliegtuig     | oorzaak                      | Memo                 |
| ---------------- | -------------- | ------- | ----------- | -------------------------------- | ----------------------------- | ---------------------------- | -------------------- |
| 7 februari 2002  | AGA            | ALG     | vracht      | 8 (8)                            | Volare Aviation Antonov 12 BP | onbekend                     | geen                 |
| 21 augustus 1994 | Agadir †       | CMN     | lijndienst  | 44 (44) 4 (4)                    | RAM ATR 42                    | pilot error                  | Mogelijk opzettelijk |
| 1 april 1970     | Agadir †       | CMN     | lijndienst  | 61 (82) 5 (6)                    | RAM Caravelle                 | verlies controle bij landing | geen                 |
| 3 augustus 1975  | Parijs Bourget | Agdir † | charter     | 188 (188) 7 (7)                  | Royal Jordanian Boeing 707    | verlies controle bij landing | geen                 |

Alle ongelukken gemarkeerd met † hadden betrekking op het oude vliegveld met dezelfde codes.